# Номан Челебіджіхан
|  | Я поклявся світло правди в темний край принести мій. |

Нома́н Челебіджіха́н (крим. Noman İbraim оğlu Çelebicihan, Номан Ибраим огълу Челебиджихан; 1885, село Біюк-Сонак, Перекопський повіт, Таврійська губернія, Російська імперія — 23 лютого 1918, Севастополь) — кримськотатарський політичний і державний діяч. Один з організаторів першого Курултаю, перший голова уряду проголошеної в 1917 році Кримської Демократичної Республіки, перший муфтій мусульман Криму, Литви, Польщі і Білорусі.
Відомий також як Челебі Челебієв, саме так його ім'я було записано в офіційних російських документах. Слова його вірша крим. «Ant etkenmen!» («Я присягнувся!») стали національним гімном кримських татар.

## Біографія

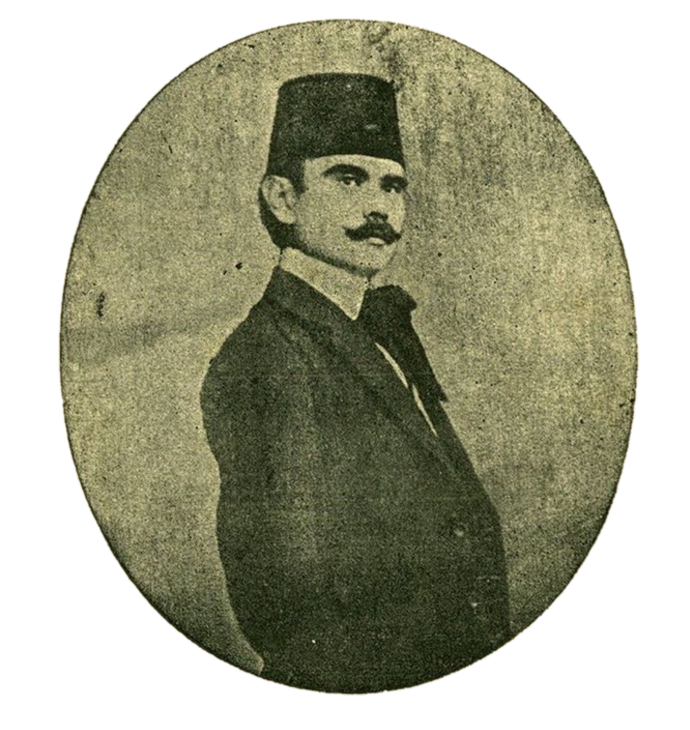
Номан Челебіджіхан

Народився Челебіджіхан у 1885 році в сім'ї Ібраїма Челебі, імама мечеті села Біюк-Сонак. Отримавши початкову освіту в сільській школі, продовжив її в медресе Акчора, а потім у Зинджирли медресе.
Спільно з Джафером Сейдаметовим і Абібуллою Одабаш заснував патріотичну спільноту «Батьківщина» (крим. «Vatan») (1909 року) — підпільну політичну організацію, членами якої були кримськотатарські студенти в Османській імперії.
За пропаганду соціалістичних ідей був заарештований. Після Лютневої революції Челебіджіхан повернувся до Криму, очолив національний рух кримських татар.
На їх першому з'їзді в Сімферополі 25 березня 1917 обраний головою Всекримського Мусульманського виконкому і муфтієм-головою Таврійського мусульманського духовного управління.
Челебіджіхан організував маніфестації кримських татар, збір пожертвувань у «фонд перемоги» над Німецькою імперією, Османською імперією та її монархічними союзниками. Очолюваний ним Мусульманський виконком було визнано органом Тимчасового уряду в управлінні кримськими татарами з підпорядкуванням його міністерству внутрішніх справ Росії.
Тоді ж побачили світ такі видання, як «Millet» («Нація») кримськотатарською мовою та «Голос татар» — російською.
З 5 квітня 1917 фактично всі справи кримських татар у компетенції Мусвиконкому. Його центральні органи: газети «Millet» («Нація», редактор Асан Сабрі Айвазов, з 27 червня 1917), тижневик «Голос татар» (Алі Боданінський та Х. Чапчакчі, з 22 липня). Керівництво Мусвиконкому сприяло офіційному оформленню Національної партії — Milliy Fırqa, основною метою якої є національне самовизначення кримських татар. Перший склад ЦК: Челебі Челебієв, Джафер Сейдамет, Асан Сабрі Айвазов, Сеїтджеліль Хаттат, Амет Озенбашли, Дж. Аблаєв, А. Хільмі (Ільмі). Своїм завданням партія вважала створення автономної Кримської держави зі збереженням ладу між етнічними групами. Влітку 1917, з дозволу Александра Керенського, почалися формуватися власні татарські національні військові формування, так звані ескадрони.
Челебіджіхан закликає до формування мусульманських збройних сил, у липні він виступає проти відряджання на фронт трьох запасних мусульманських полків. Ця активність у Криму не подобається Тимчасовому уряду Росії, який готується до її пригнічення.
23 червня 1917 року, Номан Челебіджіхан був заарештований севастопольською контррозвідкою, але незабаром його були змушені звільнити, оскільки кримські татари висловили протест на захист свого лідера, закріпивши його п'ятьма тисячами підписів.
На Всекримському з'їзді кримських татар у Сімферополі 2 жовтня 1917 Челебіджіхан виклав програму реорганізації Мусульманського виконкому в Курултай — парламент кримськотатарського народу. Перед ним ставилось завдання взяти участь у здійсненні територіальної автономії півострова під гаслом: «Крим для кримчан».
Челебіджіхан засудив жовтневий переворот у Петрограді 25 жовтня 1917, виступав за утворення революційної влади з участю всіх соціалістичних партій (без кадетів).
У листопаді 1917 року (за старим стилем) у Криму проходить I Курултай кримськотатарського народу, підготовлений Номаном Челебіджіханом із соратниками. Челебіджіхан входить до комісії з розробки проєкту Конституції Кримської Демократичної Республіки.
Курултай затверджує представлений комісією проєкт Конституції й проголошує створення КДР, а Номана Челебіджіхана обирають головою Директорії (національного уряду) і паралельно — міністром юстиції. У представленому на сторінках газет «Millet» і «Голос татар» програмному повідомленні створеного уряду йшлося:
| «Кримськотатарський національний уряд покликаний забезпечити щастя і нормальну життєдіяльність не лише корінного народу, але й захищати всіх земляків, мешканців півострова від узурпації, анархії і заколоту, захищати їх життя і гідність, і вважає це своїм священним обов'язком». |
Номан Челебіджіхан виступав за рівноправ'я всіх народів, що живуть у Криму:
| «Наше завдання, створення такої держави, як Швейцарія. Народи Криму є прекрасним букетом, і для кожного народу потрібні рівні права й умови, бо нам іти пліч-о-пліч». |
Проте прихід до влади більшовиків, які не визнавали кримськотатарський уряд, поставив під загрозу існування молодої Кримської Демократичної Республіки.
Виявив нерішучість у збройній боротьбі з більшовиками і 4 січня 1918 з власної ініціативи подав у відставку з керівних посад. На його пропозицію 10 січня 1918 Курултай утворив комісію, яка вела переговори з більшовиками про припинення збройної боротьби в Криму.
Скориставшись цим, більшовики 14 січня 1918 безперешкодно захопили владу в Сімферополі, заарештували Челебіджіхана і літаком перевезли в Севастополь. 23 лютого 1918 був розстріляний у міській в'язниці матросами-більшовиками, а його тіло викинуте в Чорне море.

## Співпраця з Українською Народною Республікою
Челебіджіхан підтримував зв'язки з Українською Центральною Радою. У вересні 1917 на її запрошення направив до Києва від Мусульманського виконкому делегацію в складі 10 осіб для участі в роботі З'їзду народів Росії. Кримськотатарська делегація підтримала рішення з'їзду про перетворення Росії у федерацію рівноправних республік.
Вітав утворення Української Народної Республіки.

## Вшанування пам'яті
На честь Номана Челебіджихана названі вулиці в Сімферополі, Євпаторії.
У місті Ічня на будівлі залізничного вокзалу розташована меморіальна дошка.
На його честь назван 48-й окремий штурмовий батальйон імені Номана Челебіджіхана.
У місті Харків провулок Дербентський перейменували на провулок Челебіївський.
У місті Одеса сквер Паустовського перейменували на сквер Номана Челебіджихана.

## Твори
Поезія
- Жовтий тюльпан (Sarı tülpan)
- Метелик (Köbelek)
- «Ох, татарські юнаки...» (Aygidi tatar yaşları!)
- Привіт од лиса (Tilkiden selâm)
- В’язниця (Bastırıq)
- «Прощавай, татарський світе...» (Savlıqman qal, tatarlıq)
- Нещасливий перехожий (Yolcu ğarip)
- Я поклявся! (Ant etkenmen)

Проза
- Молитва ластівок (Qarılğaçlar duası)
- Відьма (Qurtqa qadın)

#### Збірки
І народився день : збірка / Ісмаїл Гаспринський, Номан Челебіджіхан, Осман Акчокракли, Асан Сабрі Айвазов, Дженгіз Дагджи, Юсуф Болат, Шаміль Алядін, Уріє Едемова, Шевкет Рамазанов, Ервін Умеров, Таїр Халілов; пер. Майє Абдулганієва, Надія Гончаренко, Диляра Абібулаєва, Віктор Гуменюк, Данило Кононенко, Петро Коробчук, Шахсніє Дегерменджи, Таміла Сеітяг'яєва, Володимир Даниленко, Лідія Любимова. - Київ : Майстер книг, 2018. - 360 с. - (Кримськотатарська проза українською). - ISBN 9786177652013.
Сучасні публікації про автора
- Не заросте травою поле бою. [Монографія про Номана Челебіджіхана] Автор Юнус Кандим, автор перекладу Юрій Косенко // Формат. — 2017.[7]
- Кримськотатарська поезія ХХ століття. Номан Челебіджихан. [Вибрані вірші: Жовтий тюльпан; «Ох, татарські юнаки…»; Я поклявся; В'язниця; Нещасливий перехожий; Метелик; «Прощавай, татарський світе…»; Привіт од лиса] / Автори перекладів В. Чернишенко, Г. Михайловськата М. Карповий (підрядники: М. Абдулганієва та О. Дерім) // Всесвіт. — 2014. — № 5-6.[8][9]